# Cynthia Premium
『Cynthia Premium』（シンシア・プレミアム）は、シンシア（南沙織）の歌手デビュー35周年記念商品として2006年6月14日に発売されたCD-BOX。全21枚のオリジナルアルバムに、特典DVDを含めた全22枚組。完全生産限定盤。監修、シンシア。

## 解説
デビュー・アルバム『17才』から、現役引退直前のアルバム『Simplicity』までの19作品と、1990年代に "シンシア" 名義で発表されたアルバム『MATURITY』『Art of Loving』の2枚を含めた、オリジナルアルバム全21作品が収められている。特製紙ジャケット仕様。レコード帯も再現されており、音質もソニーレコードから以前発売されていたCD選書（1枚1500円の廉価盤CD）と比較して、格段に向上している。マスターサウンド。
このCD-BOX発売の時点で、21枚のアルバムすべてが一度はCD化されていたが、1990年代に発売されたCD選書は廃盤、後期のアルバムは「オーダーメイドファクトリー」（ある一定の購入予約数に達すればCD化されるソニーレコードの企画）での再発となっていたため、入手困難であった。
オレンジ色をしたボックスにすべてが収納されている。特典として、「シンシア本人が一番形に残したい」という映像を収録したDVD付。ほか、ボーナス・トラックとしてオリジナルアルバムに未収録のシングル曲が収録されている。アルバム・バージョンで収録のシングル曲は、シングル・バージョンも収録（カップリング曲含む）。これにより、南沙織・シンシア名義で発売された全33枚のシングルA・B面が同音質レベルで聴くことが出来るようになった。付属の別冊本には、シングル盤のジャケット写真および歌詞、ライターによる詳細な解説、ディスコグラフィが掲載されている。さらに、計1万字にも及ぶ、シンシア本人によるアルバム1枚ごとのコメント付き。

## CDタイトル
| 1stアルバム      | 1971年10月1日 |
| 17才             | 01. 17才 02. なぜかしら 03. シンシアの青春 04. 島の伝説 05. ふるさとの雨 06. 潮風のメロディ 07. ローズ・ガーデン -Rose Garden- 08. そよ風にのって -Dans Le Meme Wagon- 09. ビー・マイ・ベイビー -Be My Baby- 10. ハロー・リバプール -Liverpool Hello- 11. サマー・クリエーション -Summer Creation- 12. オー・シャンゼリゼ -Les Champs Elysees- |
| 2ndアルバム      | 1971年12月5日 |
| 潮風のメロディ   | 01. 潮風のメロディ 02. 悲しき天使 -Those Were The Days- 03. 雨の御堂筋 04. なぜかしら 05. 小さな恋のメロディ -Melody Fair- 06. 雨 -La Pioggia- 07. 小さな願い -I Say A Little Prayer- 08. 悲しき片想い -You Don't Know- 09. 先生のお気に入り -Teacher's Pet- 10. ラブ・チャイルド -Love Child- 11. 夢みるシャンソン人形 -Poupee De Cire, Poupee De Son- 12. ジョージー・ガール -Georgy Girl- |
| 3rdアルバム      | 1972年6月21日 |
| 純潔／ともだち   | 01. 純潔 02. ともだち 03. 素晴らしいひと 04. 恋のフィーリング 05. 九月になれば 06. 女の子の気持 07. 気になる女の子 -That's The Way A Woman Is- 08. スウィート・キャロライン -Sweet Caroline- 09. オールド・ファッションド・ラブソング -Old Fashioned Love Song- 10. アイル・ビー・ゼア -I'll Be There- 11. ママに捧げる詩 -Mother Of Mine- 12. 愛するハーモニー -I'd Like To Teach The World To Sing- 13. いつか逢うひと |
| 4thアルバム      | 1972年9月21日 |
| 哀愁のページ     | 01. 哀愁のページ 02. ターミー -Tammy- 03. カラーに口紅 -Lipstick On Your Collar- 04. 君のともだち -You've Got A Friend- 05. ダウンタウン -Downtown- 06. ゴー・アウェイ・リトル・ガール -Go Away, Little Girl- 07. 小さな愛の願い -Iｔ's Going To Take Some Time- 08. 恋はひと目ぼれ -To Know Him Is To Love Him- 09. ライオンは寝ている -The Lion Sleeps Tonight- 10. ネイビー・ブルー -Navy Blue- 11. 木枯しの少女 -She's My Kind Of Girl- 12. 素晴らしいひと 13. 美しい娘たち （Bonus Track） |
| 5thアルバム      | 1972年12月21日 |
| 早春のハーモニー | 01. 哀愁のページ -早春篇- 02. ふるさとのように 03. ひとりごと 04. 冬物語 05. あの場所から 06. 魚たちはどこへ 07. ひまわりの小径 08. ギターのような女の子 09. 恋のゆくえ 10. 夢でいいから 11. あふれる愛に 12. 幸福ですか 13. 早春の港 （Single / Bonus Track） |
| 6thアルバム      | 1973年5月21日 |
| 傷つく世代       | 01. 傷つく世代 02. 忘れんぼさん 03. 昨日の街から 04. 純情 05. 遠い海 06. 早春の港 07. カリフォルニアの青い空 -It Never Rains In Southern California- 08. 雨に消えた初恋 -The Rain, The Park And Other Things- 09. 風のささやき -The Windmills Of Your Mind- 10. リトル・バード -This Little Bird- 11. 愛の花咲く頃 12. あこがれの旅 13. 傷つく世代 （Single / Bonus Track） 14. 昨日の街から （Single / Bonus Track） 15. カリフォルニアの青い空 -It Never Rains In Southern California- （Single / Bonus Track） 16. 雨に消えた初恋 -The Rain, The Park And Other Things- （Single / Bonus Track） |
| 7thアルバム      | 1973年9月21日 |
| 20才まえ         | 01. 色づく街 02. 20才まえ 03. 港のように 04. 秋の午後 05. 妹よ 06. 素顔の朝 07. （シンシアのテーマ ）～ 17才 08. ともだち 09. 純潔 10. 哀愁のページ 11. 傷つく世代 12. 美しい誤解 13. 私の出発 |
| 8thアルバム      | 1974年2月21日 |
| ひとかけらの純情 | 01. ひとかけらの純情 02. 音楽会場にて 03. いとしい傷 04. 涙のひとつふたつ 05. 透き通る夕暮れ 06. 殉愛 07. Top Of The World 08. And I Love You So 09. Harlem Song 10. Aubrey 11. Half-Breed 12. Killing Me Softly With His Song |
| 9thアルバム      | 1974年7月21日 |
| 夏の感情         | 01. 夏の感情 02. 或る日 03. 愛の序曲 04. この街にひとり 05. ふたりの急行列車 06. バラのかげり 07. 心もよう 08. 結婚しようよ 09. 私は泣いています 10. 夏色のおもいで 11. ひとりぼっちの部屋 12. あなた |
| 10thアルバム     | 1974年12月10日 |
| 20才             | 01. 田園交響楽 02. 休日の午後 03. 卒業 04. 青春が終る日 05. フラワー・ショップ 06. 夜霧の街 07. 粉雪の慕情 08. 冬の星座 09. 誰も知らない 10. さらば恋人 11. あなたならどうする 12. 夏しぐれ 13. 夜霧の街 （Single / Bonus Track） 14. 女性 （Bonus Track） 15. 人のあいだ （Bonus Track） |
| 11thアルバム     | 1975年6月21日 |
| Cynthia Street   | 01. 20才の立場 02. Get Down Baby 03. 夏の終り 04. DRUGSTOREのひと 05. 若い旅人 06. Can't Wait To Dream About You 07. Gifts 08. Get It Off - Get It On 09. Spin Away 10. Linger 11. 想い出通り （Bonus Track） 12. ご無沙汰 （Bonus Track） |
| 12thアルバム     | 1975年12月5日 |
| 人恋しくて       | 01. 哀しみの家 02. ひとねむり 03. 窓灯り 04. 朝市の立つ町 05. 想い出のかけら 06. 人恋しくて 07. 六本木 08. ひさしぶりね 09. シャワーの中で 10. 昼顔 11. ひとつぶの涙 12. 夢をかえして 13. おはようさん （Bonus Track） 14. 人恋しくて （Single / Bonus Track） 15. ひとつぶの涙 （Single / Bonus Track） |
| 13thアルバム     | 1976年4月21日 |
| 素顔のままで     | 01. 幸せの予感（プロローグ） 02. 二十歳ばなれ 03. 泣きだしそうな空模様 04. 青春の絆 05. 近頃二人は 06. 気がむけば電話して 07. 素顔のままで 08. ふりむいた朝 09. 編みかけの手袋 10. 灰になった手紙 11. 結婚志願 12. 未知への想い（エピローグ） 13. ふりむいた朝 （Single / Bonus Track） 14. 気がむけば電話して （Single / Bonus Track） |
| 14thアルバム     | 1976年9月21日 |
| 哀しい妖精       | 01. 哀しい妖精 02. 泣くのはそれから 03. 空色のインクで 04. 何にも知らないくせに 05. 青い服の想い出 06. 朝もやの中で 07. 想い出岬 08. 写真 09. あなたに詩う 10. ふるさと 11. さよならは貴方から 12. 青春に恥じないように 13. 愛はめぐり逢いから （Bonus Track） 14. Good-bye My Yesterday （Bonus Track） |
| 15thアルバム     | 1976年12月21日 |
| ジャニスへの手紙 | 01. I Love You Best （哀しい妖精） 02. Back Home 03. People Talk （輝く瞳） 04. I'm Holding On 05. One More Tomorrow （長い帰り道） 06. Angela （アンジェラ） 07. Four Strong Winds （風は激しく） 08. Early Morning Rain （朝の雨） 09. I Dig Rock And Roll Music （ロック天国） 10. Don't Think Twice It's All Right 11. Swallow Song （つばめの歌） 12. Blowin' In The Wind （風に吹かれて） |
| 16thアルバム     | 1977年4月1日 |
| 午後のシンシア   | 01. アリスの世界 02. 目の中の春 03. あの手この手 04. ふたり淋しがりや 05. ゆれる午後 06. いつか逢えますね 07. あとずさりする月日 08. 春の愁い 09. 別れのマチネー 10. もう一人 |
| 17thアルバム     | 1977年8月21日 |
| Hello!Cynthia    | 01. 黄昏ドライブイン 02. バースデイ・トゥデイ 03. 第三者 04. 船乗りジミー 05. 街角のラブソング 06. ピ・リ・オ・ド 07. シングル・ルーム 08. 青春の電車 09. はじめまして 10. 秋がくるから淋しいのです 11. プロフィール 12. 愛ほのぼの 13. 木枯しの精 （Bonus Track） 14. つぶやき （Bonus Track） |
| 18thアルバム     | 1978年6月1日 |
| I've been mellow | 01. 愛なき世代 02. ミッドナイト シンデレラ 03. 恋人達の場所 04. 悲しきヒロイン 05. そっと乾杯 06. 引き潮 07. 九月のエピソード 08. 最後のおとしもの 09. もどかしい夢 10. ジョーのコンサート 11. アンコール 12. 春の予感 -I've been mellow- 13. 愛なき世代 （Single / Bonus Track） 14. 九月のエピソード （Single / Bonus Track） |
| 19thアルバム     | 1978年10月1日 |
| Simplicity       | 01. Ms.（ミズ） 02. シンプル・シティー 03. ハロー・シャンペン 04. しなやかなケ・ダ・モ・ノ 05. 私の港 06. さよならにかえて 07. Good-bye Girl 08. 愛のデュエット（You're The One That I Want） 09. 今日がその日（Today's The Day） 10. アントニオの唄（Antonio's Song） 11. 愛すれど哀し（Hopelessly Devoted TO YOU） 12. うつろな想い（Tryin' To Get The Feeling Again） 13. グッバイガール （Bonus Track） |
| 20thアルバム     | 1992年6月21日 |
| MATURITY         | 01. 青空 02. 光る女 03. FINESSE 04. 帰らない夏 05. Beautiful day 06. Marry me 07. 愛をかさねて 08. Still my life 09. Easter parade 10. Deep river 11. ファンレター -SO GOOD SO NICE- （Remix version） （Bonus Track） 12. よろしく哀愁 （Bonus Track） |
| 21stアルバム     | 1993年10月1日 |
| Art of Loving    | 01. 誓い 02. 黒い瞳 03. Knife and Cake 04. ちゃんと生きたらふざけてもいいんだよ ～心から笑うために～ 05. 悪いけど 06. 約束 07. イリュージョン 08. そのあとの二人 09. 雨のイマージュ 10. Art of Loving 11. 愛は一度だけですか （Bonus Track） 12. 万華鏡 （Bonus Track） 13. 初恋 （Bonus Track） 14. うみ そら かわ （Bonus Track） |

## 特典DVD
紅白歌合戦の映像
1. 17才
  - 　第22回NHK紅白歌合戦（1971年）より
2. 純潔
  - 　第23回NHK紅白歌合戦（1972年）より
3. 色づく街
  - 　第24回NHK紅白歌合戦（1973年）より
4. 夏の感情
  - 　第25回NHK紅白歌合戦（1974年）より
5. 人恋しくて
  - 　第26回NHK紅白歌合戦（1975年）より
6. 哀しい妖精
  - 　第27回NHK紅白歌合戦（1976年）より
7. 街角のラブソング
  - 　第28回NHK紅白歌合戦（1977年）より
8. 色づく街
  - 　第42回NHK紅白歌合戦（1991年）より

## 関連作品
- Cynthia Memories
- CYNTHIA ANTHOLOGY
- ドーナツ盤型12cmCDコレクション
- GOLDEN☆BEST 南沙織 コンプリート・シングルコレクション
- CYNTHIA ALIVE